# Luc Tiberghien
Pour les articles homonymes, voir Tiberghien.
Luc Tiberghien, né le 11 octobre 1957 à Mouscron est un homme politique belge de langue française, membre d'Ecolo depuis 1993.
Il est assistant social (Institut Cardijn-Louvain-La-Neuve); employé par la Fédération des Mutualités chrétiennes de Mouscron et dans un centre de rééducation par logopédie (1978 à 1985); professeur de pratique professionnelle en section éducation dès 1993 ; actif au sein de l' Union des Progressistes et du Rassemblement populaire wallon; candidat RPW sur la liste socialiste, il fait son entrée au Conseil communal de Mouscron (octobre 88), mais rompt en décembre 1992 avec le PS qui se rapproche du maïeur PSC controversé Jean-Pierre Detremmerie; avec le libéral Philippe Bracaval, il mène  une lutte sans répit contre la gestion Detremmerie; secrétaire politique d’Écolo Picardie (1997-1999); membre du Conseil de développement de la Wallonie picarde (2006).

## Carrière politique
- 1989-1999 et 2006-2009 : conseiller communal à Mouscron
- Député wallon et député de la Communauté française de Belgique.
  - du 6 juillet 1999 au 12 juin 2004
  - du 30 juin 2009 au 24 mai 2014